# بلفاست الشمالية (دائرة انتخابية في المملكة المتحدة)
بلفاست الشمالية (بالإنجليزية: Belfast North)‏ هي إحدى الدوائر الانتخابية في المملكة المتحدة الممثلة في مجلس العموم في برلمان المملكة المتحدة.
عضو البرلمان الذي يمثلها حالياً هو :Mr Nigel Dodds (DU).

## معرض صور

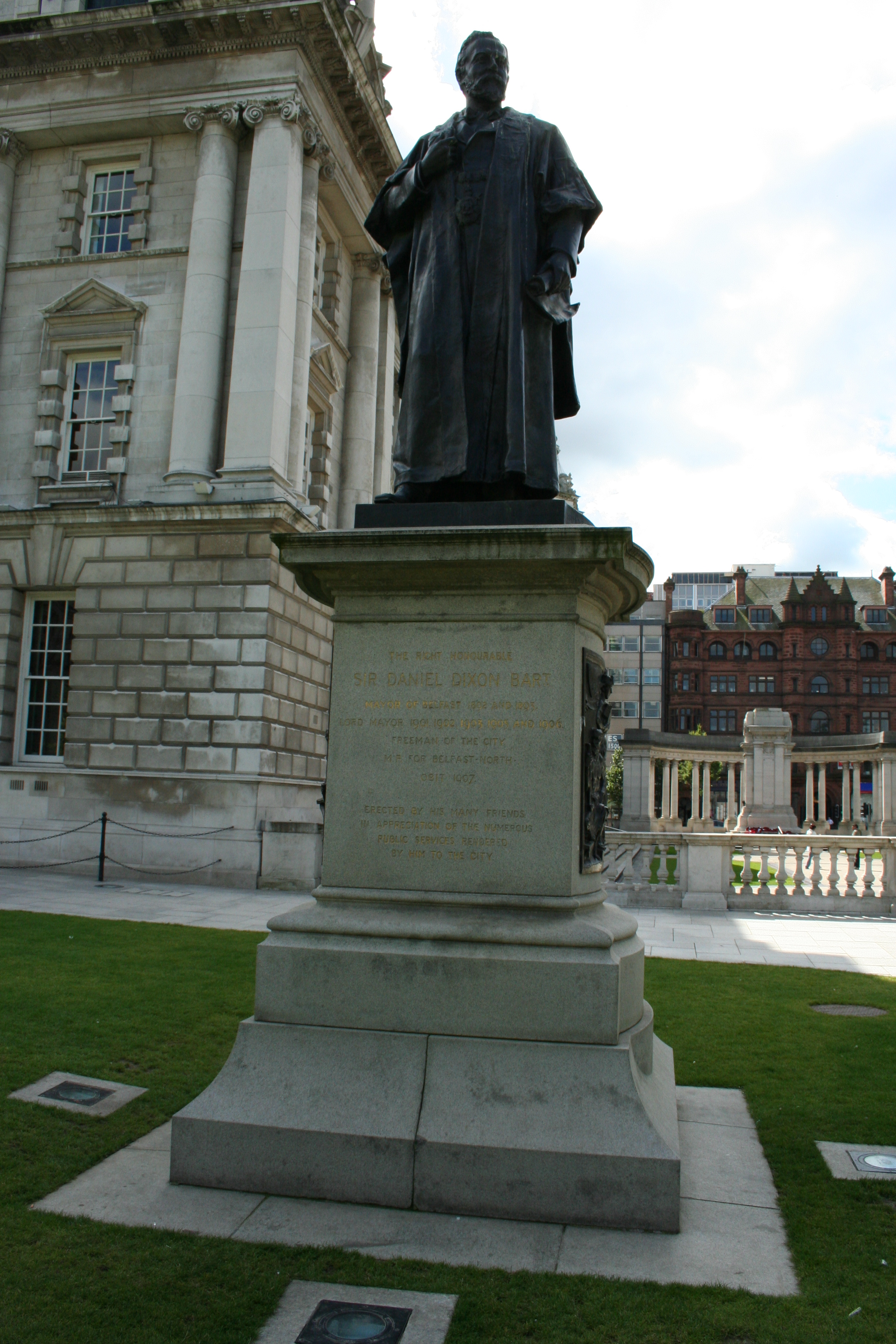
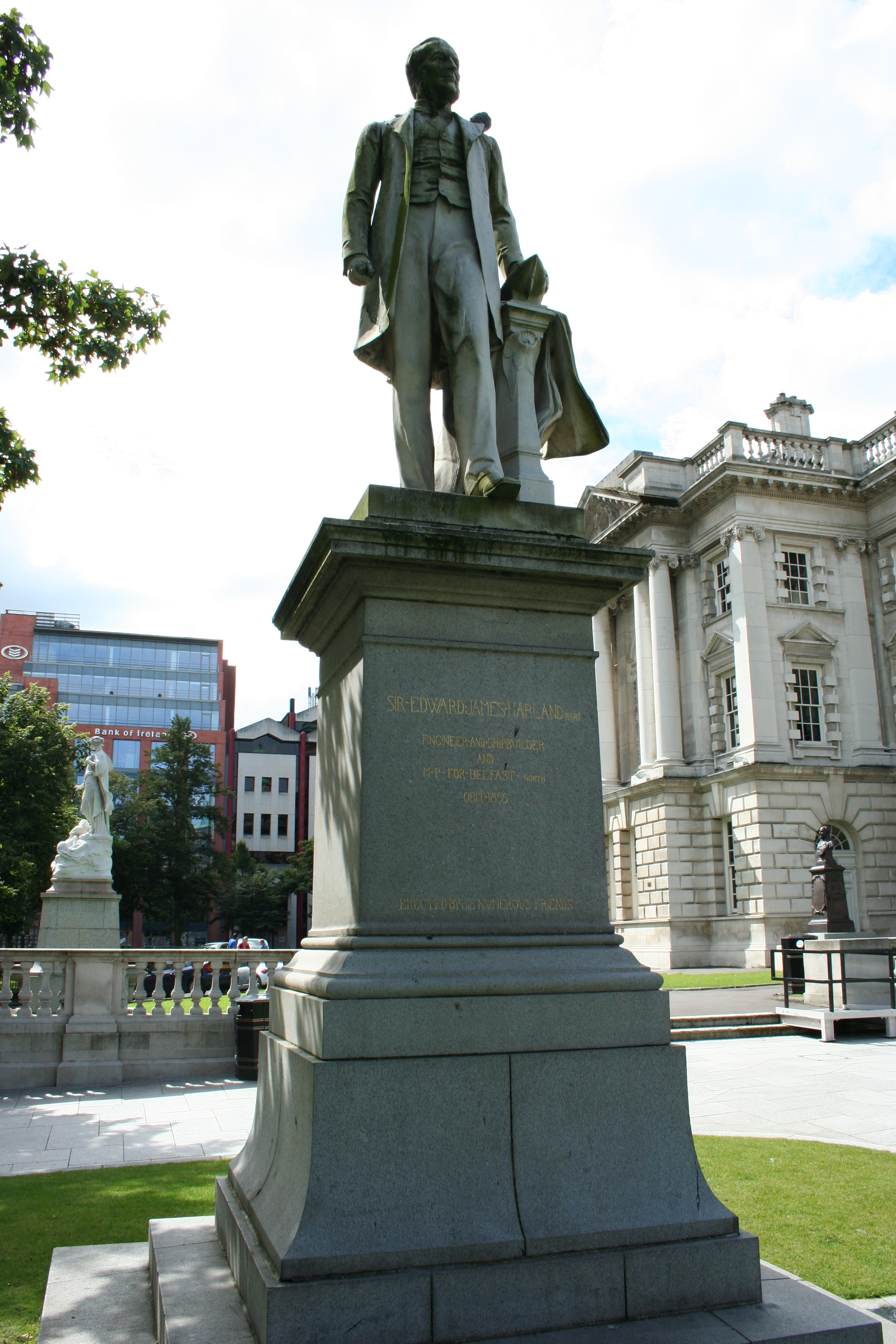
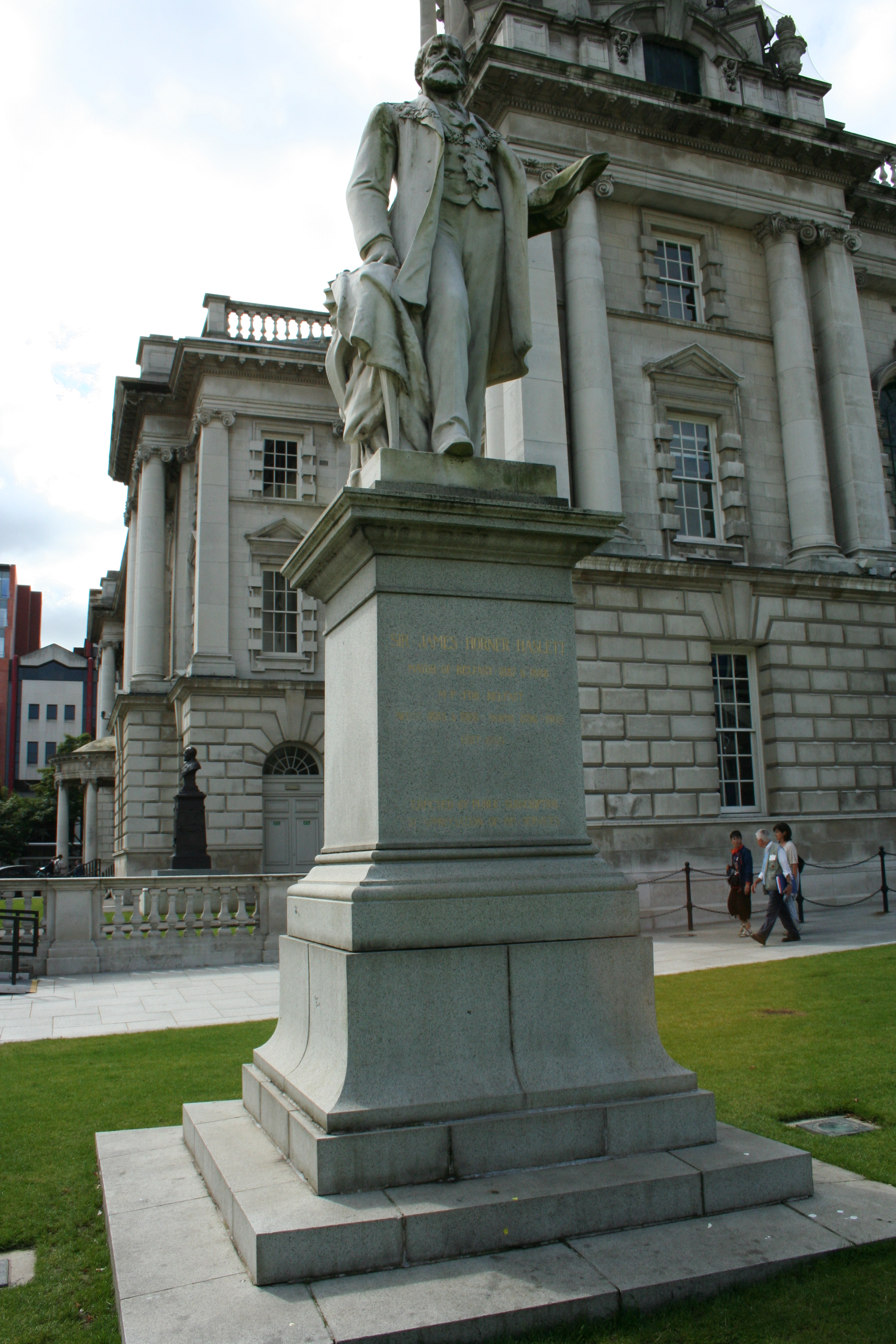